# Saint-Véran
Saint-Véran is een gemeente in het Franse departement Hautes-Alpes (regio Provence-Alpes-Côte d'Azur). De plaats maakt deel uit van het arrondissement Briançon. De gemeente telde 165 inwoners op 1 januari 2022. Saint-Véran is lid van Les Plus Beaux Villages de France.
Saint-Véran is de op twee na hoogste gemeente van Europa, na Trepalle in Italië en Juf in Zwitserland; het centrum ligt op 2042 m hoogte. De naam van de gemeente verwijst naar bisschop Veranus van Cavaillon.

## Geografie
De oppervlakte van Saint-Véran bedroeg op 1 januari 2022 44,75 vierkante kilometer; de bevolkingsdichtheid was toen 3,7 inwoners per km².
De onderstaande kaart toont de ligging van Saint-Véran met de belangrijkste infrastructuur en aangrenzende gemeenten.

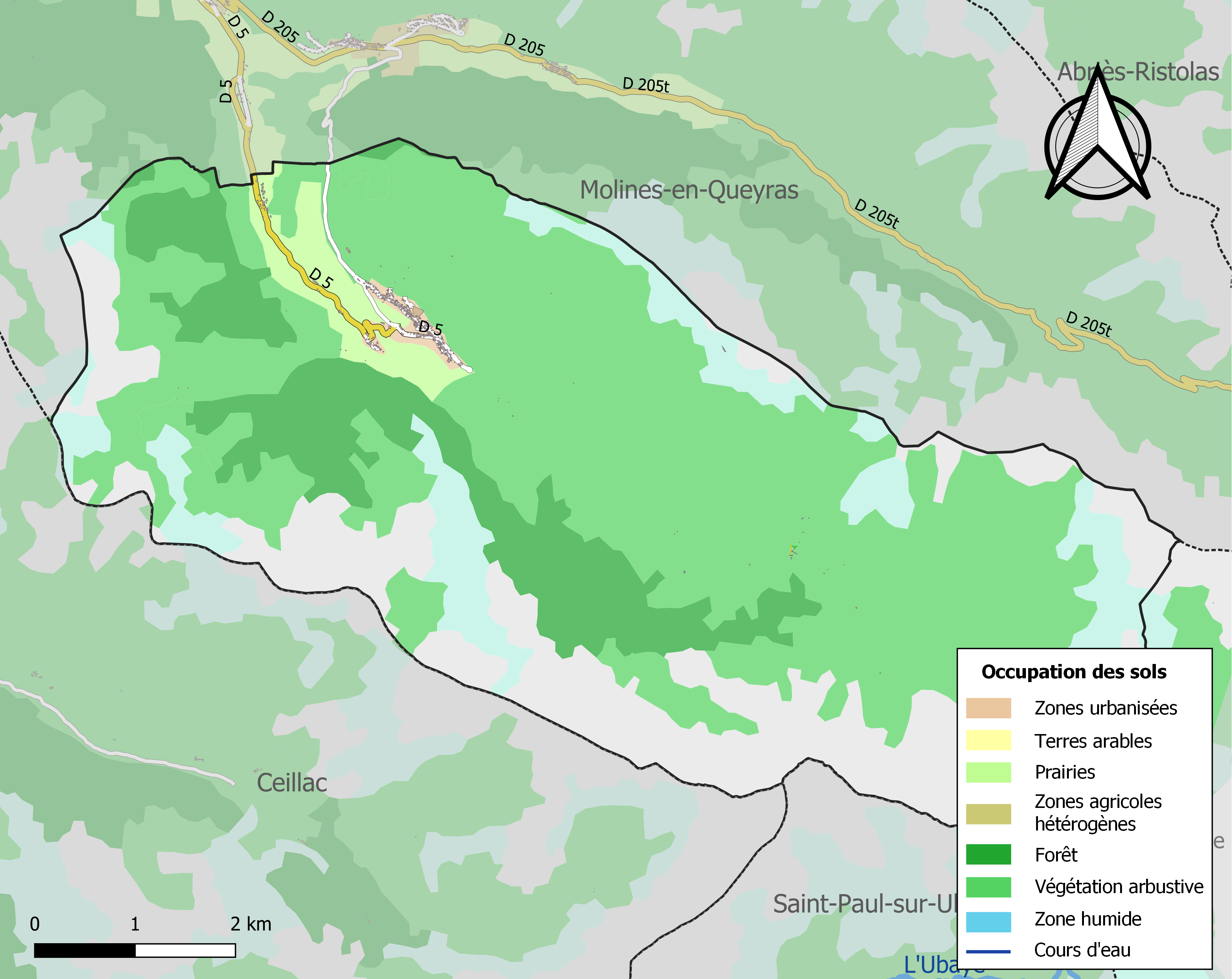

## Demografie
Onderstaande figuur toont het verloop van het inwonertal (bron: INSEE-tellingen).
Vanwege een beveiligingsprobleem met de MediaWiki Graph-software is het momenteel niet mogelijk deze grafiek weer te geven. Zodra de software is bijgewerkt zal de grafiek vanzelf weer zichtbaar worden.